# 1731 en droit
Cet article présente les faits marquants de l'année 1731 en droit.

## Événements
- Russie : décret chargeant la noblesse du prélèvement de la capitation[1].
- 3 mars[2] : le Parlement britannique abolit l'usage des langues autres que l'anglais devant les tribunaux.

- 16 mars : second traité de Vienne, assurant la paix en Europe en accord avec les souhaits de Fleury : à la mort du dernier duc Farnèse, la succession de Parme étant ouverte, le traité de Vienne permet l’occupation par les Espagnols de Parme, Plaisance et Livourne. La Grande-Bretagne reconnaît la Pragmatique Sanction moyennant la suppression définitive de la compagnie d'Ostende et à condition que Marie-Thérèse n’épouse pas un prince d’une grande maison européenne[3].

- 2 août, Russie : suppression du droit de douane protectionniste[4].

- 16 août : sanction de l’empereur sur la législation des corps de métiers élaborée par la Diète d'Empire[5].

- 10 octobre, Russie : traité avec la petite horde kazakhe. Les Hordes kazakhs sont placées sous la protection des Russes (1731-1742)[6].

- 31 octobre : édit d'expulsion des Luthériens de Salzbourg[7]. Début de la « Grande émigration » de Salzbourg : 22 000 protestants (1/5° de la population) quittent la ville pour la province de Prusse-Orientale où ils s’établissent comme agriculteurs.

## Naissances
- 18 octobre : John Dunning, premier lord Ashburton, jurisconsulte britannique, premier avocat du barreau de Londres († 18 août 1783).

## Décès
- 1er mars : Denis Simon, jurisconsulte français, avocat au Parlement, président du bailliage et siège présidial de Beauvais (° 30 octobre 1648.